# Куправа, Арвелод Эрастович
Арвелод Эрастович Куправа (абх. Кәыпраа Арвелод Ерасҭа-иԥа; 14 октября 1924 — 9 октября 2019) — советский абхазский историк и педагог, доктор исторических наук, профессор, действительный член Академии наук Абхазии, лауреат Государственной премии имени Г. А. Дзидзария. Специалист по истории Абхазии советского периода, историографии истории Абхазии, культурно-исторической жизни абхазов.

## Основные даты жизни и деятельности
Родился 14 октября 1924 года в селе Река Самурзаканского уезда (ныне Очамчырский район Республики Абхазия).
В 1944 году окончил Очамчирскую абхазскую среднюю школу (10 классов).
В 1948 году окончил Сухумский государственный педагогический институт им. А. М. Горького.
В 1955 году защитил кандидатскую диссертацию на тему «Крестьянство Абхазии в годы восстановительного периода (1921—1925)».
В 1970 году защитил докторскую диссертацию на тему «История кооперации Абхазской АССР (1921—1932 гг.)».
Ученые звания
Старший научный сотрудник (1964), доцент (1964), профессор (1974), академик АНА (2008).
Трудовая деятельность
- Колхоз «Большевик» с. Река: учётчик бригады (1941), колхозник, зав. сельской избой читальней, секретарть комсомольской организации (1942—1943). Комсорг колхоза «Коммунист» Поквешского сельсовета (1944).
- Руководитель лекторской группы Сухумского горкома комсомола (1945—1947), Инструктор Абхазского обкома комсомола (1947).
- Директор Ачигварской русской 8-летней школы Гальского района (1948—1950).
- Зав. отделом пропаганды и агитации Ткварчельского ГК КП (б) Грузии (1950—1951).
- Научный сотрудник Абхазского государственного музея (1952—1956).
- Старший научный сотрудник Абхазского института языка, литературы и истории им. Д. И. Гулиа (1956—1987).
- Зав. отделом истории этого же института (1962—1983).
- Зав. кафедрой истории, археологии и этнологии Абхазии Абхазского государственного университета (1983—1995). Профессор Абхазского университета (1995—2019). С 1953 ведёт педагогическую работу в вузах республики. Под руководством Куправа защищено более 20 кандидатских и докторских диссертаций, официальный оппонент многих диссертаций по советскому периоду.
- Главный научный сотрудник АбИГИ им. Д. И. Гулиа (2004—2019).
- Председатель президиума Абхазского отдела Советского общества дружбы с ГДР (1971—1990).
- Председатель правления Сухумской городской организации общества «Знание» (1972—1992).
- Член Ученого совета по защите диссертаций АбИГИ, член специализированного Совета по защите диссертаций Абхазского госуниверситета (с 2004).
- Член комиссии при президенте Республики Абхазия по реабилитации жертв политических репрессий (с 2004).

## Награды
- Заслуженный работник культуры Абхазской АССР (1967), заслуженный деятель науки Абхазской АССР (1979) и Грузинской ССР (1982).
- Награждён медалями «За оборону Кавказа», «За доблестный труд в Великой Отечественной войне», «За доблестный труд. В ознаменование 100-летия со дня рождения В. И. Ленина» (1970) и др.
- Почётные грамоты Президиума Верховного Совета Абхазской АССР (1961, 1965, 1978), юбилейная медаль академика И. Джавахишвили АН ГССР и ТГУ (1974).
- «Золотой значок почета» Общества германо-советской дружбы (1974), Почетный знак ССОД «За вклад в дело дружбы» (1988), Почетный знак Национального фронта ГДР в золоте (1984).
- Лауреат Государственной премии по науке имени Г. А. Дзидзария (2011) за монографию «Вопросы традиционной культуры абхазов»
- Кавалер ордена «Ахьдз-Апша» II степени (2011).
- Медаль «За любовь и верность» супругам Куправа Арвелоду Эрастовичу и Лейле Николаевне (8 июля 2013).

## Научная сфера
Основные направления научных интересов:
- проблемы аграрной истории Абхазии Советского периода;
- вопросы истории культурного строительства в Абхазской АССР;
- проблемы традиционной культуры абхазов.

Куправа в своих трудах исследует и обстоятельно освещает исторические, социально-экономические, национальные и культурно-бытовые условия доколхозной абхазской деревни. Впервые в советской историографии монографически изучил историю становления и развития крестьянской кооперации в условиях НЭПа во всем его видовом многообразии, показал роль простейших форм кооперации в доколхозной абхазской деревне и особенности развития поселковых товариществ в ходе коллективизации.
В монографиях по истории культуры раскрываются истоки и характер абхазской культурной среды на начальном этапе культурных преобразований, основные направления культурно-исторического процесса, количественные и качественные сдвиги в культурной жизни абхазов, наиболее ярко выраженные сферы культурных контактов с другими народами, сложный и многоплановый процесс развития абхазской советской культуры.
Исследования Куправа получили оценку в научной литературе, рецензиях и отзывах на его книги со стороны исторического сообщества СССР, видных советских ученых: Данилов В. П., Селунская В. М., Хачапуридзе Г. В., Качарава Ю. М., Мирцхулава И. И., Бахтадзе В. С., Дзидзария Г. А., Шеуджен А. Э., Куманев В. А., Жгенти Т. И., Каландадзе Ц. П., Натмеладзе М., Олонецкий А. А., Дмитриенко В. П., Поляков Ю. А., Ахобадзе Э. А., Меликишвили Г. А., Ивницкий Н. А., Дзидзигури А. М., Сагария Б. Е., Прицкер Л. М., Абшилава А. А., Кудрина Т.А, Салакая Ш. Х., Амичба Г. А., Шария С. И., Джиоева Е. А., Лежава Г. П. и др.

## Основные труды
Куправа автор свыше 460 работ, среди них 180 научных работ, в том числе 25 монографий:
- Соавтор «Очерков истории Абхазской АССР», «История Абхазской АССР (1917—1937)». Участвовал в издании источников по истории Абхазии советского периода.
- Соавтор (совместно с Анчабадзе З. В., Дзидзария Г. А.) первого вузовского учебного пособия «История Абхазии» (1986). Ему принадлежат историографические очерки по истории Абхазии.
- Автор проекта и составитель (совместно с молодыми коллегами С. Ш. Салакая и А. Ф. Авидзба) сборников документальных материалов по архивам проф. Дзидзария Г. А.: «Материалы по истории Абхазии XVIII—XIX вв. (1762—1859). Т. II» (Сухум, 2011), «Материалы по истории Абхазии XIX в. (1863—1874). Т. III» (Сухум, 2012). Ответственный редактор книги Дзидзария Г. А. «Материалы по истории Абхазии XIX в. (1803—1839). Т. I» (Сухум, 2008).
- Составитель 3-томника «Материалы по истории Абхазии Советского периода. ССР Абхазия в первом десятилетии (1921—1931)». (Сухум, 2012, 2015, 2016) по собственным архивным материалам.
- Посвятил рано ушедшим из жизни коллегам, друзьям объемистые работы: «Георгий Алексеевич Дзидзария. К 100-летию со дня рождения» (Сухум, 2014), «Зураб Вианорович Анчабадзе. К 90-летию со дня рождения» (Сухум, 2010), «Хухут Соломонович Бгажба. К 100-летию со дня рождения» (Сухум, 2014).
- Подготовил и издал работы своих соратников: «Г. А. Дзидзария. Труды. Т.3. Из неопубликованного наследия» (Сухум, 2006), «З. В. Анчабадзе. Избранные труды. Т.1» (Сухум, 2010), «З. В. Анчабадзе. Избранные труды. Т. 2» (Сухум, 2011), «Г. А. Амичба. Труды по истории и этнографии Абхазии» (Сухум, 2004) и др.
- «Люди: Время и Жизнь» (Сухум, 2010) — биографические очерки и исторические портреты ярких деятелей Абхазии XIX—XX вв.
- «Война сегодня не слухи. Этюды и размышления» (Сухум, 2011) — война 1941-45гг., война 1992-93гг, становление за 70 лет жизни.
- «Сухумский дневник (август 1992 — октябрь 1993)» (Сухум,2013) — дневниковые записи мирного жителя по следам войны — как не должно быть.

### Книги, сборники, брошюры
1. Крестьянство Абхазии в годы восстановительного периода (1921—1925 гг.). Автореферат диссертационной работы на соиск. ученой степени канд. исторических наук. — Сух., 1955, 15с.
2. Крестьянство Абхазии в годы восстановительного периода (1921—1925 гг.). — Абгосиздат, Сух., 1959, 208 с.
3. Из истории культурного строительства в Советской Абхазии (1921—1925 гг.). — Абгосиздат, Сух., 1961, 161 с.
4. Абхазская АССР. — Абгосиздат, Сух., 1961, 150с. (Совместно с Г. А. Дзидзария, Ш. Д. Инал-ипа, X.С. Бгажба, А. А. Абшилава).
5. Очерки истории Абхазской АССР. ч. П. — Мецниереба, Сух., 1964, 280 с. (Совместно с Г. А. Дзидзария, А. А. Олонецким, Ш. Д. Инал-ипа и др.).
6. Борцы за Советскую власть в Абхазии. — Алашара, Сух., 1965, 263с. (Совместно с Г. А. Дзидзария, Б. Е. Сагария, А. О. Тулумджяном, И. Д. Ахалая и др.).
7. Советская Абхазия. — Сабчота сакартвело, Тб,, 1966, 33с. (Совместно с Б. Е. Сагария, на груз. языке).
8. Расцвет экономики и культуры Абхазии. — Алашара, Сух., 1967, 113 с, (Совместно с Б. Е. Сагария, на абх. языке).
9. История кооперации Абхазской АССР (1921—1929 гг.). — Мецниереба, Тб., 1968, 387с.
10. Промышленность и транспорт Абхазии в первые годы Советской власти. — Алашара, Сух., 1968, 99 с.
11. Из истории Абхазской организации КП Грузии. 1921—1929 гг. — Сабчота Сакартвело, Тб., 1969, 162 с. (Совместно с Д. В. Гогохиа).
12. История кооперации Абхазской АССР. 1921—1932 гг. Автореферат диссертации на соиск. ученой степени доктора исторических наук. — Мецниереба, Тб., 1970, 46 с.
13. Основы научного коммунизма (курс лекции). — Алашара, Сух., 1970, 344с. (Совместно с Ш. Басилая, Е. Губаз, А. Адлейба, В. Суладзе, В. Чания и др., на груз. языке).
14. 50 лет Советской Абхазии. — Алашара, Сух., 1971, 147 с. (Совместно с Ш. Д. Инал-ипа, 3.В. Анчабадзе, Г. А. Дзидзария, А. А. Абшилава, Б. Е. Сагария, Ш. Д. Гогохия, В. П. Пачулиа).
15. 50 лет Советской Абхазии. — Алашара, Сух., 1971, 149 с. (Совместно с Ш. Д. Инал-ипа, 3.В. Анчабадзе, Г. А. Дзидзария и др., на абх. языке).
16. Расцвет экономики и культуры Абхазии. 2-е дополненное издание. — Алашара, Сух., 1971, 128 с. (Совместно с Б. Е. Сагария, на абх. языке).
17. Абхазская организация Коммунистической партии Грузии в резолюциях и решениях областных партийных конференций и пленумов 1922—1930 гг. — Алашара, Сух., 1971, 260 с. (Совместно с Д. В. Гогохия).
18. Абхазская АССР в братской семье советских народов. — Алашара, Сух., 1972, 152 с. (Совместно с В. О. Кобахия, Г. А. Дзидзария, Б. Е. Сагария, М. Ш. Хварцкия и др.).
19. Культурное строительство в абхазской деревне (1921—1929 гг.) — Алашара, Сух., 1973, 154 с.
20. Борцы за Советскую власть в Абхазии. — Алашара, Сух., 1973, 320 с. (Совместно с Г. А. Дзидзария, А. А. Абшилава, А. И. Джикия, Б. Е. Сагария, А. О. Тулумджян, Т. Е. Конджария, С. И. Шария и др.).
21. Абхазская деревня на пути социализма (канун коллективизации. 1926—1929 гг.). — Мецниреба, Тб., 1977, 331 с.
22. Расцвет экономики и культуры Абхазии. 3-тье дополненное и переработанное издание. — Алашара, Сух., 1977,128 с. (Совместно с Б. Е. Сагария, на абх. языке).
23. Ликвидация неграмотности населения в Абхазской АССР. — Алашара, Сух., 1979, 138 с.
24. Абхазия по пути Октября. — Алашара, Сух., 1980, 120 с. (на абх. языке).
25. Культура Советской Абхазии за 60 лет. — Алашара, Сух., 1981, 114с.
26. Борцы за Октябрь в Абхазии. — Алашара, Сух., 1981, 114 с. (Совместно с Г. А. Дзидзария, Б. Е. Сагария, Л. М. Прицкер).
27. Социалистическая промышленность Абхазской АССР (1921—1950 гг.). Сборник документов и материалов. — Сух., 1981, 359 с. (Совместно с А. А. Абшилава и Б. Г. Берулава).
28. Вклад трудящихся Абхазской АССР в развитие экономики и культуры Советской Грузии (1971—1982 гг.). — Мецниереба, Тб., 1982, 98 с. (Совместно с Д. В. Гогохия).
29. История Абхазской АССР (1917—1937 гг.) — Алашара, Сух., 1983, 398 с. (Совместно с Г. А. Дзидзария, А. А. Абшилава, Б. Е. Сагария, Г. П. Лежава).
30. Классовая борьба в абхазской деревне. (1921—1929 гг.). — Алашара, Сух., 1984, 82 с.
31. Георгий Алексеевич Дзидзария. К 70-летию со дня рождения. — Алашара, Сух., 1984, 56 с. (Совместно с Б. Е. Сагария).
32. История Абхазии. Учебное пособие. — Алашара, Сух., 1986, 264 с. (Совместно с 3.В. Анчабадзе, Г. А. Дзидзария).
33. История кооперации Абхазской АССР. (1929—1937 гг.). — Алашара, Сух., 1988, 211 с.
34. Заметки об отражении духовности в абхазской традиционной культуре. — Абхазский государственный университет, Сух,, 1998, 33 с,
35. Из истории абхазской традиционной культуры. Книга первая. М., 1998, 133 с.
36. Апусара. Среда формирования. Духовные и нравственные основы. — Сухум. 2000, 60с.
37. Апсуара — традиционная культура абхазов. — Краснодар, 2002, 60с.
38. Из истории абхазской антропонимии. К вопросу преобразования фамильных имен. — Сочи, 2003, 188с.
39. Родословие рода Куправа-Кубрава. — Сухум — Государственное полиграфическое предприятие «Дом печати», 2003, 42с.
40. Георгий Алексеевич Дзидзария. К 90-летию со дня рождения. — Сухум, 2006, 240с.
41. Апсуара — традиционная культура абхазов. — Сухум, 2007, 176с.
42. Участники освободительного движения в Абхазии. 1917—1921. Воспоминания киаразовцев, красногвардейцев и красных партизан. — Сухум, 2007, 558с. Сосоставитель, автор предисловия, ответственный редактор.
43. Вопросы традиционной культуры абхазов. АбИГИ им. Д. И. Гулиа АН Абхазии — Сухум, 2008, 624с.
44. Литература о жизни, научных трудах, общественной деятельности и памяти Г. А. Дзидзария. К 95-летию со дня рождения. — Сухум, 2008, 32с. — Составил, подготовил к изданию, автор текста «От составителя».
45. Зураб Вианорович Анчабадзе. К 90-летию со дня рождения. — Сухум, 2010, 240с. — Составитель, ответственный редактор, автор вступительных статей: «От редактора», «Зураб Вианорович Анчабадзе — выдающийся историк — кавказовед, педагог, человек».
46. Люди: время и жизнь. — Сухум, 2010, 496с.
47. О событиях, эпизодах, фактах. — Сухум, 2010, 104с.
48. Война сегодня не слухи. Размышления из Абхазии. — Москва, 2011, 80с.
49. Война сегодня не слухи. Этюды и размышления. — Абгосиздат, Сухум, 2011. 155с.
50. Материалы по истории Абхазии советского периода. ССР Абхазия в первом десятилетии (1921—1931 года). Деревня. Сельское хозяйство. Сборник документальных материалов. Т. I. — Сухум, 2012, 364с.
51. Сухумский дневник (август 1992 — октябрь 1993). — Сухум 2013. 208с.
52. Хухут Соломонович Бгажба. К 100-летию со дня рождения. — Сухум 2014. 53с.
53. ССР Абхазия в начале становления советского строя (1921—1925 гг.). Труды I. АбИГИ им. Д. И. Гулиа АН Абхазии — Сухум 2013. 568с.
54. История доколхозной абхазской Советской деревни 1928—1929 годы. Труды II. АбИГИ им. Д. И. Гулиа АН Абхазии — Сухум 2014. 668с.
55. История кооперации Советской Абхазии 1921—1937 годы. Труды III. АбИГИ им. Д. И. Гулиа АН Абхазии — Сухум 2015. 652с.
56. Культура Советской Абхазии. Труды IV. АбИГИ им. Д. И. Гулиа АН Абхазии — Сухум 2016. 540с.
57. Материалы по истории Абхазии советского периода. ССР Абхазия в первом десятилетии (1921—1931 года). Деревня. Сельское хозяйство. Сборник документальных материалов. Т. I. АбИГИ им. Д. И. Гулиа АН Абхазии — Сухум. 2012. 368с.
58. Материалы по истории Абхазии советского периода. ССР Абхазия в первом десятилетии (1921—1931 года). Народное образование. Культура. Наука. Сборник документальных материалов. Т. II. АбИГИ им. Д. И. Гулиа АН Абхазии — Сухум. 2013. 472с.
59. Материалы по истории Абхазии советского периода. ССР Абхазия в первом десятилетии (1921—1931 года). Народное образование. Культура. Наука. Сборник документальных материалов. Т. III. АбИГИ им. Д. И. Гулиа АН Абхазии — Сухум. 2016. 340с.
60. Георгий Алексеевич Дзидзария. К 100-летию со дня рождения. — Сухум, 2014, 304с.

### Статьи в сборниках и журналах
1. Художник Александр Шервашидзе (Чачба). — Алашара, 1956, № 5, с. 78-79.
2. Агротехническая и кредитная помощь крестьянству Абхазии в годы восстановительного периода (1921—1925 гг.). — Труды Абхазского института языка, литературы и истории им. Д. Гулиа АН Грузинской ССР (далее: Тр. АИЯЛИ), т. XXVIII, Сух., 1957, с. 79-97.
3. Сельское хозяйство и социальные изменения в деревне Абхазии к концу восстановительного периода. — Труды Абхазского государственного музея, вып. 2, Сух., 1957, с. 29-49.
4. Аграрная политика Советской власти в Абхазии в 1921—1925 гг. — Труды АИЯЛИ, т. XXIX, Сух., 1958, с. 49-76.
5. Из истории культурного строительства в Абхазии. — Литературули абхазети, № 11, 1958, с. 193—199 (на груз. языке).
6. В. И. Ленин — создатель СССР. — Алашара, 1958, № 2, с. 5-11.
7. Развитие товарооборота в Абхазии в 1921—1925 гг. — Труды Абхазского государственного музея, вып. 3, Сух., 1958, с.195-223.
8. Из истории советского строительства в Абхазии (период ревкомов). — Тр. АИЯЛИ, т. XXX, Сух., 1959, с. 33-62.
9. Первые мероприятия Советской власти в Абхазии (1921—1922 гг.). — Тр. АИЯЛИ, т. XXXI, Сух., 1960, с. 3-17.
10. Краткий обзор изучения истории Абхазии за сорок лет. — Тр. АИЯЛИ, т. XXXII, Сух., 1961, с. 67-71. (Совместно с А. А. Олонецким).
11. Восстановление и дальнейшее развитие промышленности Абхазской АССР в послевоенные годы (1946—1955 гг.). — Труды АИЯЛИ, т. XXXIII- XXXIV, Сух., 1963, с. 88-99.
12. У историков Абхазии. — История СССР, № 4, 1963, с. 220—223.
13. О характере производственных отношений в доколхозной советской деревне. Выступление на научной сессии по истории советского крестьянства и колхозного строительства в СССР, состоявшейся 18-21 апреля 1961 г. в Москве. — Сб. История советского крестьянства и колхозного строительства в СССР. М., 1963, с. 142—143.
14. О сущности и периодизации культурной революции в СССР. Выступление на всесоюзной научной сессии по истории культурной революции в СССР, состоявшейся 31 мая — 3 июня 1965 г. в Москве. — Сб. Культурная революция в СССР 1917—1965 гг. М., 1967, с. 439—440.
15. Крупный государственный и общественный деятель (к 80-летию С. Я. Чанба). — «Алашара», № 2, 1967, с. 81-83.
16. Государственная и общественная деятельность С. Я. Чанба. — Тезисы докладов на научной сессии Абхазского института, Сух., 1967, с. 5-6.
17. Укрепление сельских советов Абхазии в 1926—1929 гг. — Сб. Статей: Под знаменем Октября. — Сух., 1968, с. 49-64.
18. Осуществление первых аграрных законов Советской власти в Абхазии. — Тезисы докладов на сессии по проблеме — «В. И. Ленин и решение аграрного вопроса в СССР». Секция 1-я. — Наука, М., 1969, с. 88-92.
19. Осуществление ленинского кооперативного плана в Абхазии. — Сборник статей: По ленинскому пути. Сух., 1970, с. 43-70 (Совместно с С. И. Шария).
20. Осуществление принципов ленинского декрета о земле в Абхазии (1926—1928 гг.). — Сборник статей: По ленинскому пути. Сух., 1970, с. 111—152.
21. Осуществление первых аграрных законов Советской власти в Абхазии. — Проблемы аграрной истории советского общества. Материалы научной конференции 9-12 июня 1969 г., Наука. М., 1971, с. 54-57.
22. Выступление: о социально-экономической природе кооперации. — Проблемы аграрной истории советского общества. Материалы научной конференции 9-12 июня 1969 г. Наука, М., 1971, с.194-195.
23. Осуществление ленинского плана построения социализма в Абхазской АССР. — XIX научная сессия Абхазского института… — Планы работы и тезисы докладов. Сух.,1971,с.8-9.
24. Сухуми (Сухум-Кале, Сухум). — Советская историческая энциклопедия. Т. 13, М., 1971, с. 983. (Совместно с. Л. А. Шервашидзе).
25. Крестьянские общества взаимопомощи в Абхазии (1922—1929 гг.). — Известия АИЯЛИ. Т. 2. Тб., 1973, с. 3-10.
26. Потребительская кооперация Абхазии в условиях развернутого наступления социализма по всему фронту (1930—1932 гг.). — Труды Абхазского государственного музея. Вып. IV. Сух., 1974, с. 61-74.
27. Осуществление налоговой политики Советской власти в абхазской деревне (1922—1929 гг.), — Известия АИЯЛИ, т. III.. Тб., 1974, с. 17-30.
28. Видный ученый и общественный деятель (к 60-летию со дня рождения и 35-летию научно-педагогической деятельности Г. А. Дзидзария). — Известия АИЯЛИ, т. III., Тб., 1974, с. 172—177.
29. К шестидесятилетию проф. Г. А. Дзидзария. — Мацне. Серия истории, археологии, этнографии и истории искусства, № 2, Тб., 1974, с. 173—174.
30. Видный советский ученый, общественный деятель (к 60-летию Г. А. Дзидзария). — «Алашара», № 4, 1974, с. 60-64.
31. Развитие сельскохозяйственного производства в Абхазии накануне коллективизации (1926—1929 гг.). — Известия АИЯЛИ, т. IV, Тб., 1975, с. 3-9.
32. Борьба за ликвидацию неграмотности населения в Абхазской АССР в 1930—1940 гг. — Известия АИЯЛИ, т. V, Тб., 1976, с. 3-15.
33. Верный сын народа (к 80-летию М. К. Цагурия). — Алашара, № 5, 1976, с. 67-70.
34. Поселковые товарищества в абхазской деревне во второй пятилетке. — Известия АИЯЛИ, т. VII, Тб., 1978, с, 18-28.
35. Бигвава П. С., Гудавадзе Г. Г., Цагурия М. К. — В кн. Борцы за советскую власть. Сабчота сакартвело, Тб., 1978. (На груз. языке).
36. Великий вождь и Абхазия (к 110-летию В. И. Ленина). — Алашара, № 4, 1980, с. 76-80.
37. Сельскохозяйственная кооперация Абхазии в условиях массовой коллективизации (1930—1932 гг.). — Известия АИЯЛИ, т. X, Тб., 1981, с. 3-21.
38. Абхазская Автономная Советская Социалистическая Республика (Апсны). Исторический очерк. — Грузинская Советская Энциклопедия, Тб., 1981, с. 324—330. (Совместно с 3.В. Анчабадзе, Г. А. Дзидзария).
39. Абхазская АССР. Народное образование и культурно-просветительские учреждения. — Грузинская Советская Энциклопедия, Тб,, 1981, с. 333. (Совместное Б. Е. Сагария).
40. Абхазская АССР. Наука и научные учреждения. — Грузинская Советская Энциклопедия, Тб., 1981, с. 333—334. (Совместно с Б. Е. Сагария).
41. Становление элементов социалистического образа жизни в доколхозной абхазской деревне, — Известия АИЯЛИ. т. XI, Тб., 1983, с. 23-26.
42. Крупный ученый, общественный деятель (к 70-летию Г. А. Дзидзария). — Алашара, № 5, 1984, с. 73-77. (Совместно с Б.Е, Сагария).
43. Изучение проблем истории Абхазии за 50-лет. — В кн. Абхазскому институту 50 лет. Мецниереба, Тб., 1985, с. 33-45.
44. Формирование абхазской социалистической нации. — В кн. Абхазскому институту 50 лет. Мецниереба, Тб., 1985, с. 45-54. (Совместно с Б. Е. Сагария).
45. Реорганизация сельскохозяйственной кооперации Абхазии в начале развертывания колхозного движения. — Известия АИЯЛИ, Т. XIII, Тб., 1985, с. 3-15.
46. К вопросу формирования абхазской социалистической нации, — Известия АИЯЛИ, Т. XIII, Тб., 1985, с. 47-53. (Совместно с Б. Е. Сагария).
47. В период битвы за Кавказ, — Алашара, № 11, 1985, с. 99-103.
48. На службе науке (к 60-летию Б. Сагария). — Алашара, № 7, 1986, с. 104—107. (Совместно с Г. А. Дзидзария).
49. Кооперативное строительство в Абхазской АССР в период коллективизации. — Труды Абхазского государственного университета, т. V, Алашара, Сух., 1987, с. 121—124.
50. Проблемы истории Абхазии советского периода в трудах 3.В. Анчабадзе. — В кн.: Вопросы истории народов Кавказа. Мецниереба, Тб., 1988, с. 42-48.
51. Проблемы истории Абхазии XIX века в трудах Г.А, Дзидзария. — Труды Абхазского государственного университета. Т. VI, Сух., 1988, с. 57-64.
52. Жизнь и деятельность 3.В. Анчабадзе. — В сб.: Актуальные проблемы истории народов Кавказа. Материалы научной конференции, посвященной 70-летию со дня рождения 3.В. Анчабадзе. Сух., 1996, с. −13,
53. Духовный облик народа в его языке и традиционной культуре. — Абаза, № 2, 1996, с. 16-18.
54. О языке богослужения в раннесредневековой Абхазии. — Сборник трудов Абхазского государственного университета, Сух., 2000, с.88-89.
55. Роль географического фактора в формировании апсуара. — Тезисы докладов научной конференции АГУ, посвященной 80-ти летию 3.В.Анчабадзе. Сухум, 2000, с 15-16.
56. О языке богослужения в раннесредневековой Абхазии. — Труды Абхазского государственного университета. Сухум, 2000, с. 88-89.
57. Первые шаги советской государственности в Абхазии. — Абхазия: мир науки. № 1. — Сухум, 2003, с. 67-72.
58. Вопросы абхазской культуры в трудах профессора Г. А. Дзидзария. — Труды Абхазского государственного университета (ч. II). — Сухум, 2003, с. 27-36.
59. Герой Абхазии Олег Купраа-Аджапуа. — «Колокол». № 5. — Сухум, 2003, с. 7-9.
60. Гражданская позиция ученого и педагога (о проф. Г. А. Дзидзария). — О. П. Дзидзария, Л. Х. Саманба. Прославленный род. — Сухум, 2004, с. 41-47.
61. К истории преобразований абхазских фамильных имен (на примере исторического Самурзакана, XIX—XX вв.) — Кавказ: история, культура, традиции, языки. — Сухум, 2004, с. 47-56.
62. О некоторых исторических сведениях из полевых записей Г. А. Дзидзария (1945—1954 гг.) — «Сухум. Акуа», № 1, 2004, с. 239—251.
63. Хухут Соломонович Бгажба: эпизоды из моих впечатлений (к 90-летию со дня рождения). — Капба Руслан. Хухут Бгажба (о жизни и творчестве). Сухум. 2005, с. 461—468.
64. Некоторые лингвистические материалы в полевых записях Г. А. Дзидзария. — Проблемы истории, филологии, культуры. XVI/2 — Москва-Магнитогрск-Новосибирск, 2006, с. 319—327. (соавтор Л. Х. Саманба).
65. Слово о Г. А. Дзидзария. Г. А. Дзидзария. Труды. III. — Сухум, 2006, с. 3-28.
66. Гражданственность ученого и наставника. К 90-летию А. К. Адлейба. Ученый, наставник, гражданин. — Сухум, 2006, с. 1-10.
67. Хухут Соломонович Бгажба: отдельные эпизоды из моих впечатлений. — Абхазоведение. История. Археология. Вып. IV. — Сухум, 2007, с. 131—138.
68. Народные сходы. Ораторское искусство. — Абхазы. — Москва. Наука. 2007, с. 330—339.
69. Этикетно-поведенческие нормы апсуара. — Абхазы. — Москва. Наука. 2007, с. 339—345.
70. Некоторые лингвистические материалы в полевых записях Г. А. Дзидзария. — «Сухум. Акуа». — Сухум, 2007, с. 167—175 (на абх. языке).
71. Новые документы. Два постановления — Труды Абхазского государственного университета. — Сухум, 2008, с. 205—219.
72. Елыр (126с.), Охурей (127-129с.), Ачгуара (130-131с.), Агу-Бедиа (132-136с.), Первая Бедиа (137-139с.), Река (140-146с.), Гудаа (147-149с., соавтор А. И. Джопуа) — Очамчыра — 2500 лет. — Сухум, 2008.
73. Лингвистические материалы в записях Г. А. Дзидзария — Лексикология абхазского языка. Учебное пособие для филологического факультета (на абх. яз.). Совместно с Л. Х. Саманба. — Сухум, 2008, с. 153—165.
74. От образования зависит общекультурный уровень народа. К 60-летию педагогической деятельности А. Э. Куправа — Акуа. Сухум. Журнал литературы, науки и публицистики. № 2, 2008, с. 242—248.
75. Влияние русского языка на антропонимию абхазов (XIX—XX вв.) — Абхазвоедение. Труды АбИГИ. Фольклор. Язык. Литература. № 3. — Сухум. 2009, с. 198—207.
76. Любовь народная находит достойных — Акуа. Сухум. № 1, 2010, с. 4-7.
77. Абхазия в жизни и деятельности академика Симона Джанашиа. — Акуа. — Сухум. № 2. 2010, с. 295—301.
78. Доктор исторических наук Арвелод Эрастович Куправа вспоминает. — Руслан Капба, Хухут Бгажба. Жизнь и творчество. — Сухум, 2010. С. 346—352.
79. Константин Мачавариани о положении женщины в Абхазии в XIX — начале XX веков — Абхазоведение. Труды АбИГИ. Археология. История. Этнология. Выпуск V—VI — Сухум, 2011. С. 123—138.
80. Садзкие фамилии в Грузии. — Труды Абхазского государственного университета. — Сухум. 2011. С. 108—113.
81. Джигетские фамилии в Грузии. — Джигетский сборник. Вопросы этнокультурной истории Западной Абхазии или Джигетии. — Москва, 2012. С. 160—165.
82. Культурная жизнь в Советской Абхазии (1921—1980 годы). Хроника. — Абхазоведение. Труды АбИГИ. Археология. История. Этнология. Выпуск VII. — Сухум. 2012. С. 354—371.
83. Народные сходы и ораторское искусство. — Абхазы. — Издание второе, исправленное. Москва. Наука. 2012. С. 331—339.
84. Этикетно-поведенческие нормы апсуара. Абхазы. Издание второе, исправленное. — Москва. Наука. 2012. С. 339—345.
85. З. В. Анчабадзе — исследователь истории Абхазии и Кавказа. — Материалы научной конференции, посвященной 90-летию З. В. Анчабадзе. Сухум. АбИГИ. 2012. С. 7-13.
86. К вопросу времени и хронологии. Вестник Академии наук Абхазии. IV. — Сухум. 2013.
87. З. В. Анчабадзе — выдающийся абхазский историк-кавказовед. — История и историки. 2009—2010. Историографический вестник. — М., 2012. С. 287—297.
88. Н. А. Лакоба. Письма и телеграммы. Абхазоведение. Труды АбИГИ. Вып. VIII. Сухум. 2013.
89. Е. А. Ешба. Красногвардеец и красный партизан. Труды АбИГИ. Вып. VIII. Сухум. 2013.
90. Ефрем Алексеевич Эшба. К 120-летию со дня рождения. Труды АбИГИ. Вып. VIII. Сухум. 2013.

### Другие издания
- Бигуаа В. Л., Габелия А. Н. Арвелод Эрастович Куправа. Арвелод Эрастович Куправа: жизнь, посвященная историческому абхазоведению. АГУ. Сухум, 2000.
- Бигуаа В. Л., Габелия А. Н. Видный учёный и педагог. К 60-летию педагогической деятельности проф. А. Э. Куправа // Труды АГУ. Сухум, 2008. с. 175—191.
- Бгажба О. Х., Авидзба А. Ф. Неутомимый исследователь и педагог // Абхазоведение. Вып. V—VI. Сухум, 2011.
- Деятели науки и культуры Абхазии. Арвелод Эрастович Куправа. К 90-летию со дня рождения. Научный редактор Авидзба А. Ф., Рецензент Салакая С. Ш. АГУ, АбИГИ — Сухум. 2013. 330с.